# 改善
改善活動（かいぜんかつどう）またはカイゼンとは、生産現場または会社業務の継続的な効率化を通して、生産性や品質の向上を目指す活動のこと。英: Kaizenとして日本以外でも行われている。

## 概要
改善活動の内容は生産設備の改造や工具の新作、製作など業務効率の向上や作業安全性の確保、品質不具合防止など生産に関わる範囲全てにわたる。改善は上からの命令で実行するのではなく作業者が自分で知恵を出して変えていく事が大きな特徴で、企業側はQCサークルなどの形で活動を支援することが多い。また、改善は一度行ったら終わりではなく次々と改善を行っていく持続性、継続性が重視されている。QCサークルの活動と相まって、日本の製造業では多くの企業で行われている。
日本の製造業が日本国外へ工場を展開した際に、日本から派遣された作業トレーナーが現地従業員に教えたり、また1980年代にMITが中心になって行った日本の製造業の強さの研究、などを通じて日本の製造業の重要な要素の一つとして日本国外でも広まった。
実際の事例
トヨタ生産方式では、改善は基本概念の一つに数えられる。例えば、下記のような事例が挙げられ、トヨタ生産方式の様々なエピソードに深く関わっている。
- 改善活動により、作業者の知恵を生産設備に織り込むことで、同じ設備を使う他社に差をつける。
- 不足するものをすぐに買うのではなく、自分達で製作・改造することで、投資を抑制することを狙ったりする。